# Montserrat
|  | Per a altres significats, vegeu «Montserrat (desambiguació)». |

Montserrat és un massís muntanyós de Catalunya, situada a cavall de les comarques del Bages, l'Anoia i el Baix Llobregat. És força prominent i té un paper destacat en la tradició catalana, entre altres motius gràcies a una geologia i una topografia pròpies molt característiques que han estat valorades estèticament de manera positiva. S'hi aixeca el monestir de Montserrat, una abadia benedictina consagrada a la Mare de Déu de Montserrat: una marededeu trobada, i també coneguda popularment amb el nom de la Moreneta. Així mateix hi ha el Monestir de Sant Benet de Montserrat que és de monges benedictines.

## Etimologia
El nom prové de la paraula mont, "muntanya", i serrat, "cadena muntanyosa". Tant serrat com serralada provenen de serra (un seguit de muntanyes) i, precisament, aquesta paraula deriva del llatí serra, que és el nom de l'instrument per a serrar (o xerrac), per la forma que tenen les muntanyes encadenades l'una al costat de l'altra, que fan pensar en dents de serra.
Precisament, en les representacions heràldiques, Montserrat apareix com un grapat de muntanyes d'or sobre camper de gules, amb una serra d'or tallant-les pel damunt. L'illa de Montserrat, situada al Carib, va ser anomenada així per Cristòfol Colom el 1493, i també té una extensa serralada de muntanyes.
Com a advocació mariana, Montserrat també és emprat com a nom propi femení, habitualment abreujat Mont, Montse, Muntsa, Serrat o Rat. Fins al segle xix, també va ser un nom propi masculí.

## Geografia i geologia
És un massís de formes singulars que s'enlaira bruscament a l'oest del riu Llobregat fins als 1.237,9 m del cim de Sant Jeroni, sent aquest pic el lloc més alt de l'Anoia i del Bages. Altres cims montserratins són el Cavall Bernat, les Agulles, el Serrat del Moro, el Montgròs, Sant Joan, la Palomera, etc. Va ser declarat parc natural el 1987 per garantir-ne la conservació.

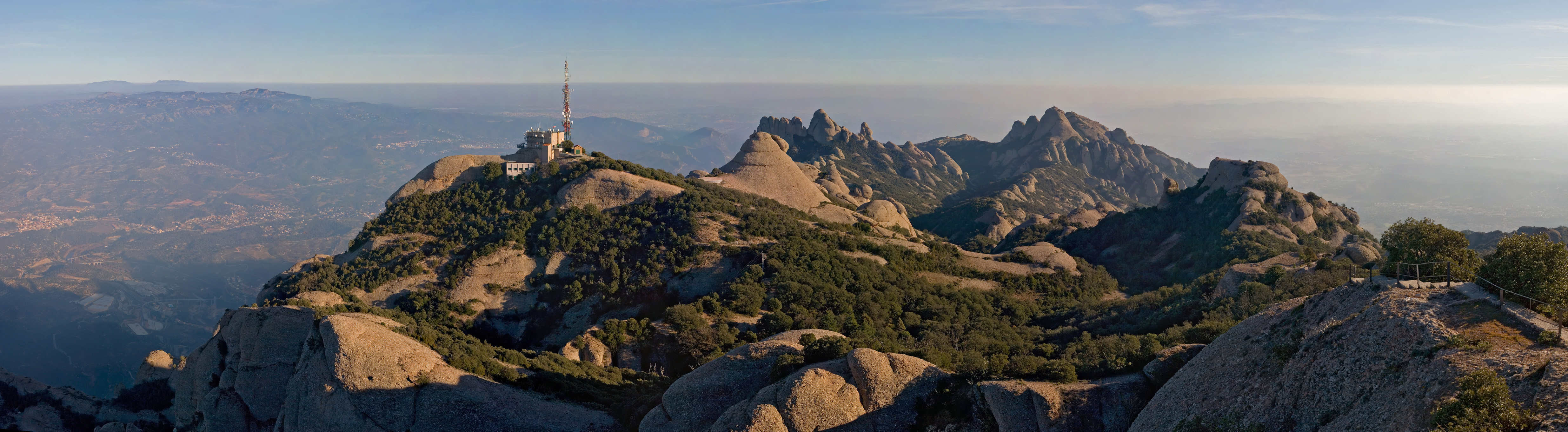
Des del cim de Sant Jeroni, a 1.237 metres, es pot arribar a veure, en dies molt nets i sense calitja, la serra de Tramuntana de Mallorca, situada a més de 200 km de distància.

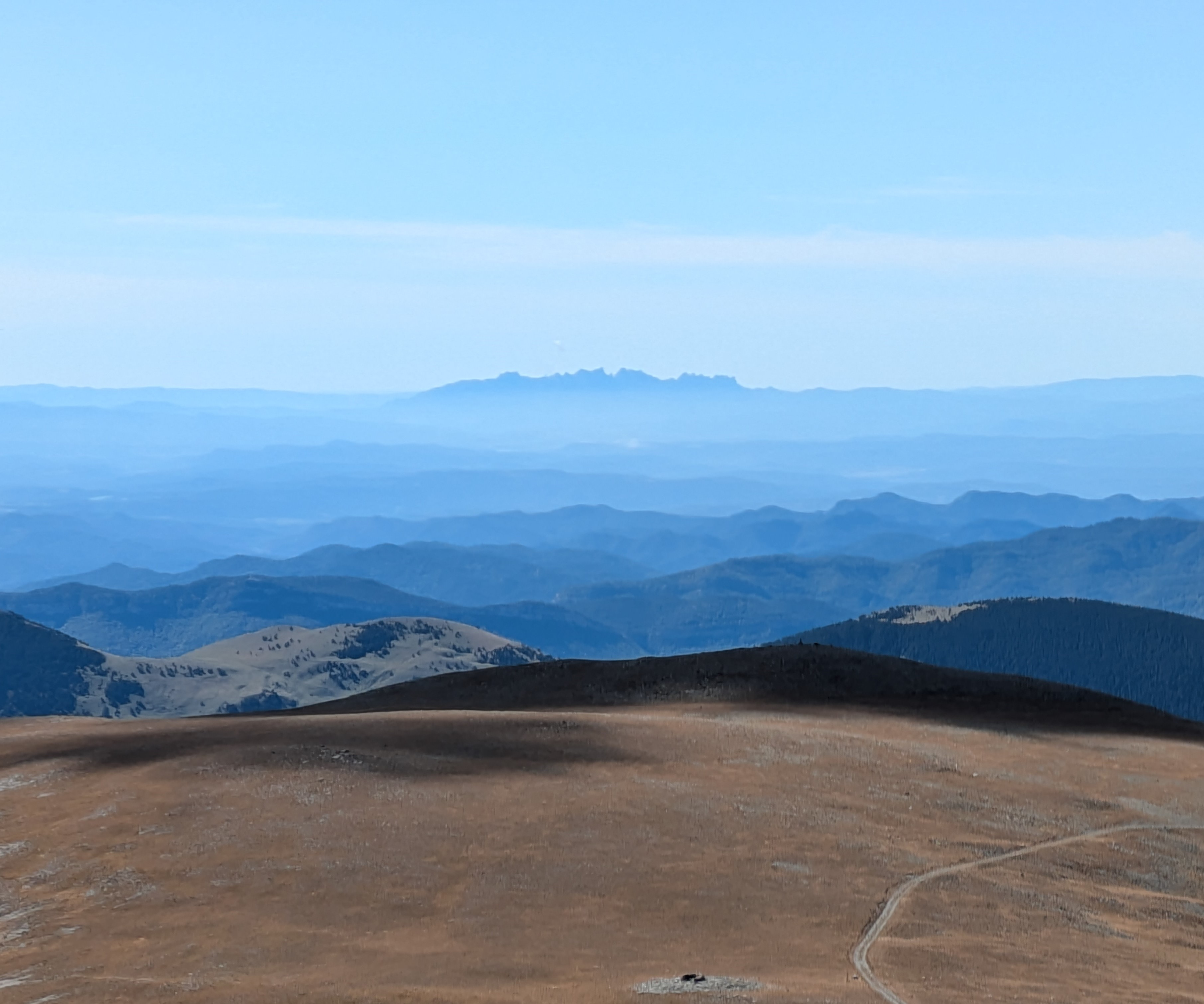
Montserrat des del massís del Puigmal, a una distància de 80 quilòmetres al nord-est.

Al llarg dels mil·lennis, els moviments isostàtics i tectònics, els canvis climàtics i l'erosió han acabat modelant un relleu brusc, amb grans parets i blocs arrodonits de conglomerat rosa i argiles. A les seves entranyes, l'erosió de tipus càrstic ha creat coves, avencs i torrenteres.

## Vegetació
El bosc mediterrani per excel·lència és també el tipus de vegetació predominant a Montserrat. Dels arbres principals en destaquen les alzines i el pi blanc d'entre altres.
En quant a arbustos i vegetació herbàcia, se'n troben milfulles, arboços o algun llentiscle refugiat a les solanes, més càlides que les obagues, fredes i humides.

## Fauna
Pel que fa a la fauna, actualment hi podem trobar aus com el roquerol, el ballester o el pela-roques, entre d'altres. Pel que fa als mamífers, hi destaquen l'esquirol, el gat mesquer, el ratpenat o el porc senglar, així com les cabres salvatges.

## Història i activats humanes

### L'espiritualitat

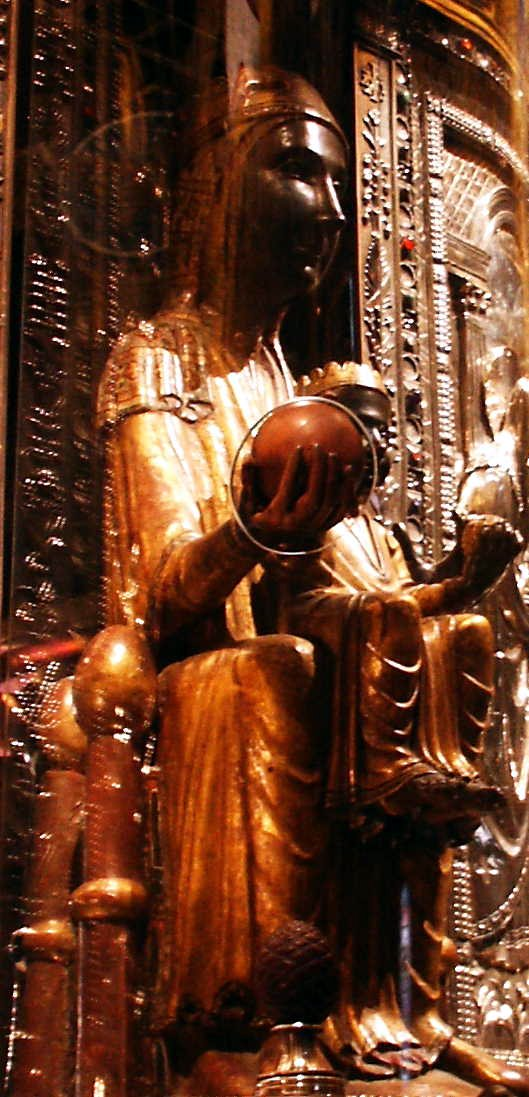
La Mare de Déu de Montserrat.

Des de la troballa de la talla —segons la llegenda, la imatge de la Mare de Déu fou descoberta per uns nens aproximadament el 880 a la Santa Cova—, Montserrat ha estat vinculada a l'espiritualitat. A part del monestir i la Santa Cova, la muntanya conté un bon nombre de petites esglésies i d'ermites, com Santa Cecília, Sant Benet, Sant Joan, Santa Magdalena, Sant Miquel i Sant Jeroni.

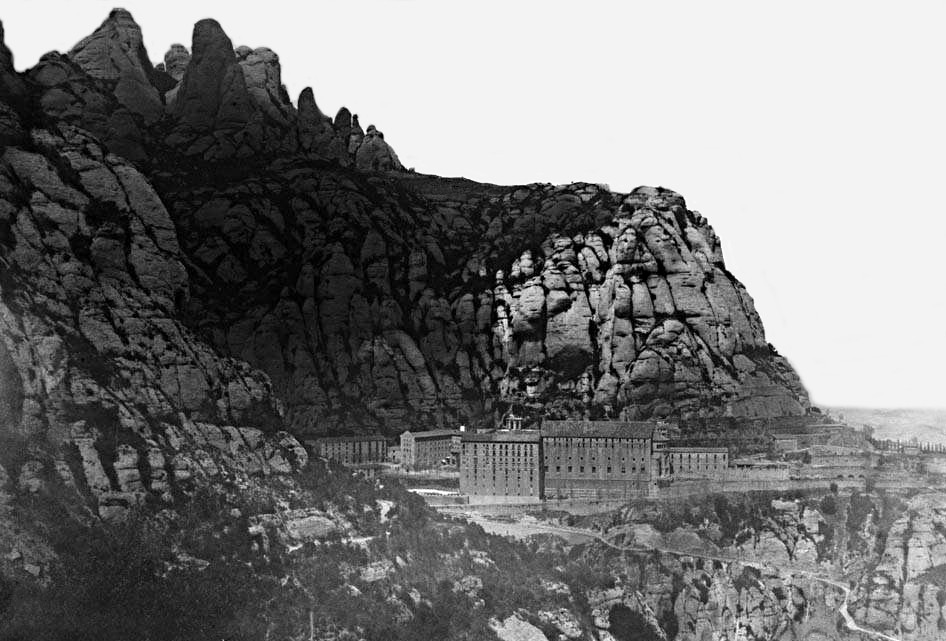
El monestir entre 1905 i 1910

La Mare de Déu, anomenada familiarment "la Moreneta" pel seu color fosc, és una talla romànica de fusta del final del segle xii; el seu color és el resultat de la transformació del vernís a causa del pas del temps.

### La festivitat
El dia 27 d'abril se celebra la diada de la Mare de Déu de Montserrat, patrona de Catalunya.

### El monestir

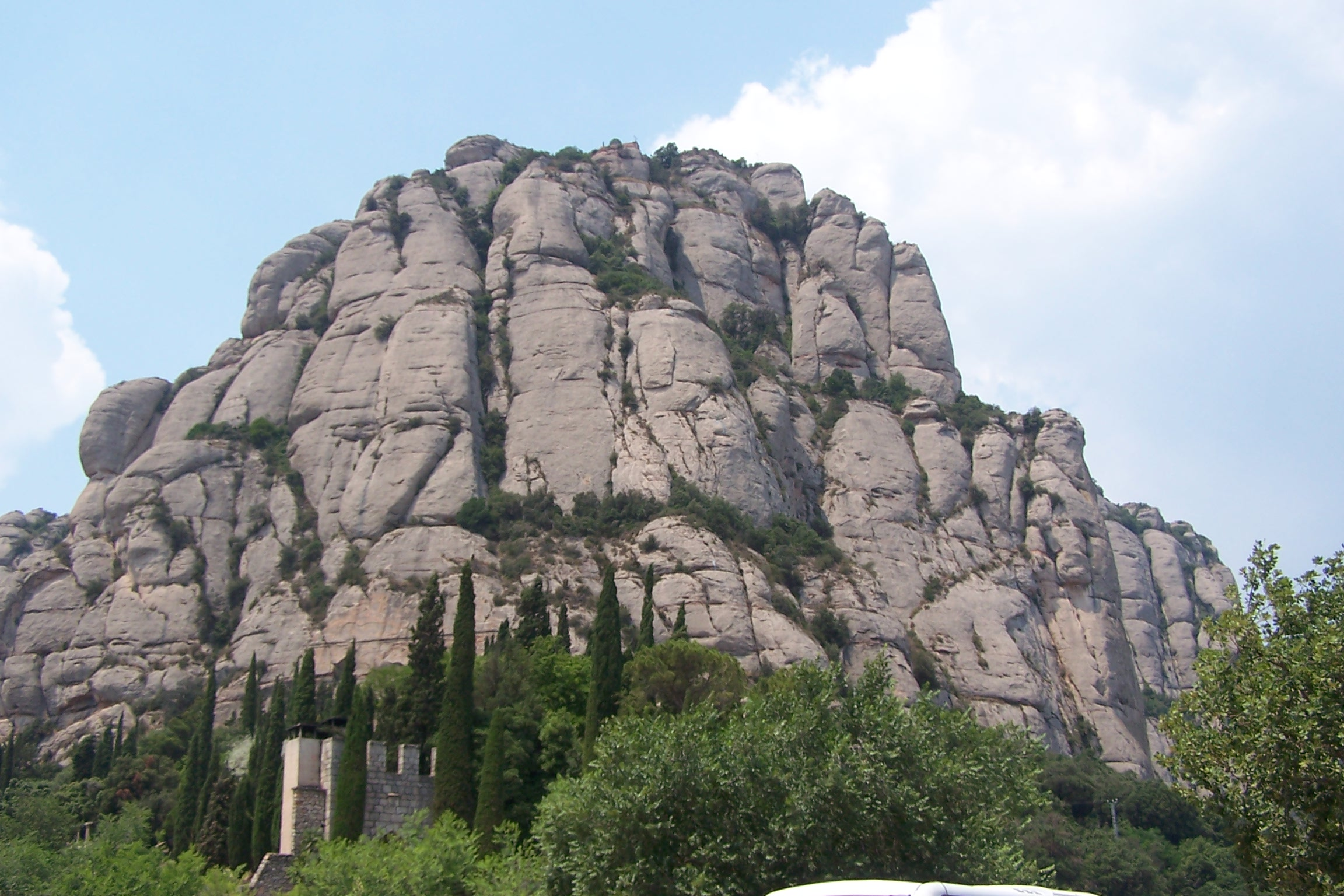
Porció superior de Montserrat.

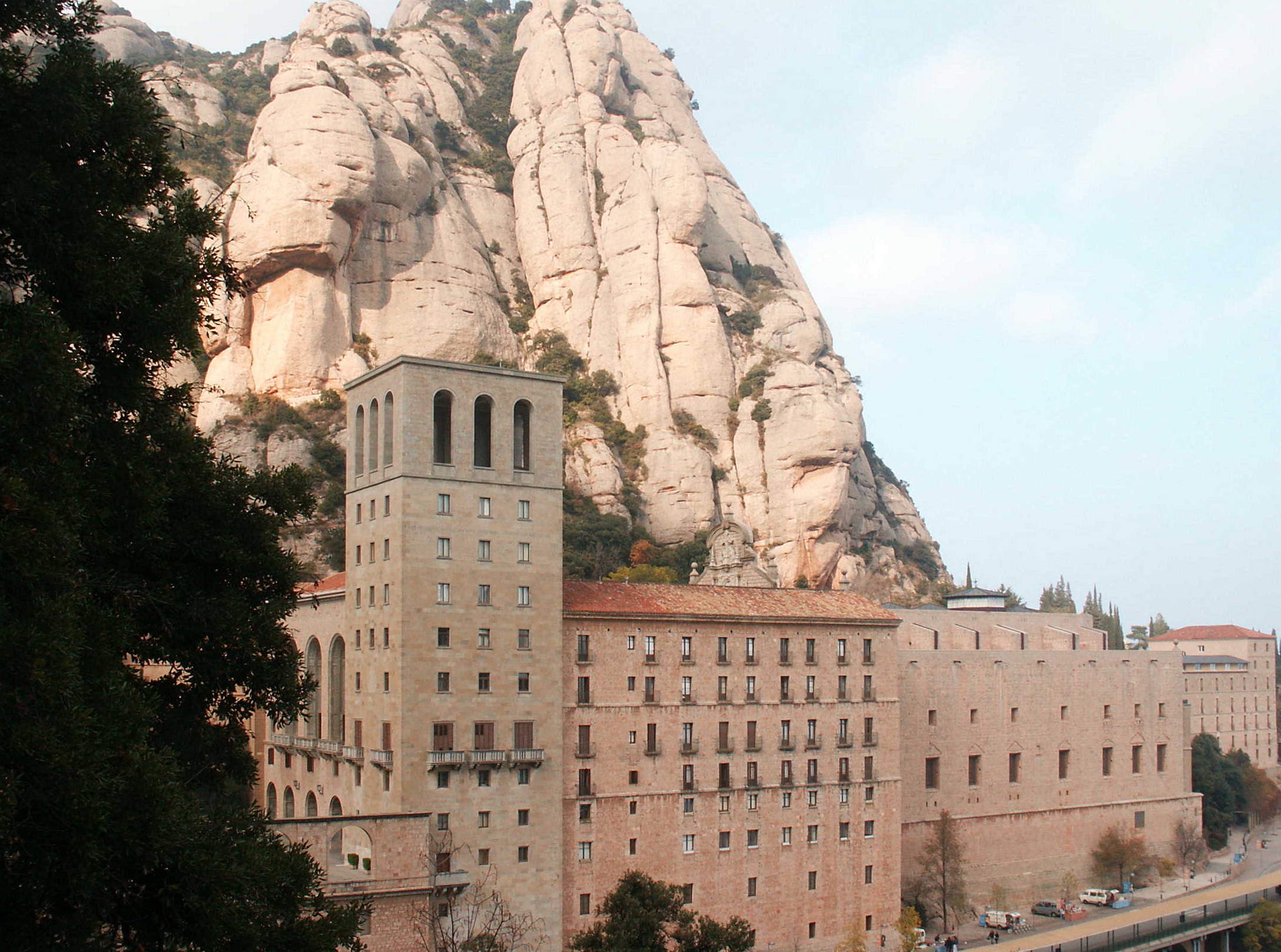
Monestir de Montserrat.

Article principal: Monestir de Montserrat.
Entre les diverses construccions del monestir de monjos benedictins, la sala capitular, el claustre neoromànic i el refetor destaquen per la seva peculiaritat i el seu estil arquitectònic, renovat el 1925 per Josep Puig i Cadafalch.
L'actual comunitat de Montserrat està formada per uns vuitanta monjos que segueixen la regla de sant Benet (segle vi). L'objectiu principal de la comunitat és continuar fent de la muntanya un lloc de trobada i pregària.

### Cultura
La cultura també és una part molt important de Montserrat, ja que el monestir inclou una biblioteca amb gairebé 300.000 volums, una escolania de nois cantors (considerada el conservatori infantil més antic d'Europa) i un museu amb obres d'artistes com el Greco, Picasso o Dalí. Fins i tot, conté tresors de l'antic Egipte, entre els quals destaca una mòmia.
El monestir de Montserrat és a l'origen d'iniciatives del món editorial com les Publicacions de l'Abadia de Montserrat i la revista Serra d'Or.

### Activitats al medi natural

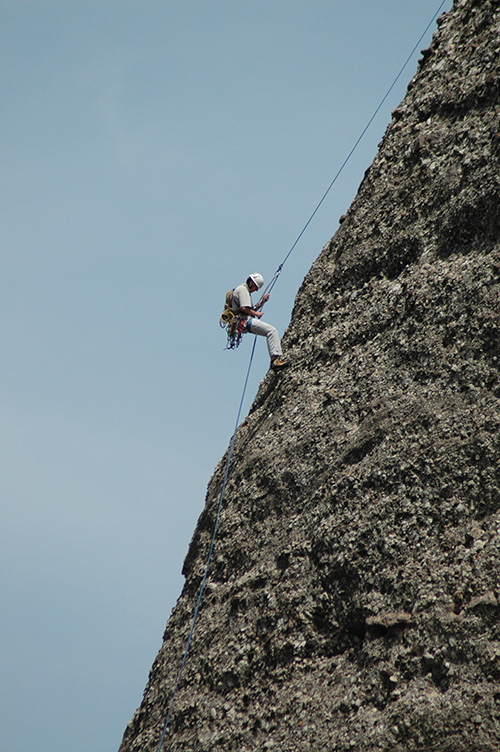
Escalador a Montserrat

Per les seves característiques úniques, Montserrat és un lloc idoni per practicar-hi activitats a l'aire lliure. En aquesta cadena muntanyosa, l'esport per excel·lència és l'escalada, però, en els últims temps, també han agafat importància les vies ferrades. Així mateix, Montserrat és un punt de partida de moltes excursions a peu, activitat coneguda com a senderisme. Les vies més importants i famoses són:
- Escalada: un lloc mític de l'escalada a Catalunya és la zona de les Agulles, on es poden pujar desenes d'agulles de diferents dificultats. La zona que hi ha sobre el monestir (Gorros i Sant Benet) és una de les més concorregudes. L'escalada al Cavall Bernat és una de les més interessants i emblemàtiques de Montserrat. Altres zones d'escalada habitual són les parets del vessant nord, especialment el Serrat del Moro o la Paret de l'Aeri (l'antic aeri del vessant N es va desballestar definitivament als anys noranta).
- Vies ferrades: La via ferrada més famosa (Teresina) està permanentment tancada. La via ferrada més coneguda actualment és Via ferrata Canal de las Damas o de l'Artiga Baixa (nivell de dificultat D). Reoberta amb restriccions desde novembre de 2020[3] Es troba a Collbató i travessa un canal.[4]
- Senderisme: els múltiples senders i corriols permeten fer des de petites excursions fins a grans caminades per tot Montserrat. Els punts de partida són el monestir, Santa Cecília, Can Maçana i Collbató. Es pot pujar a Sant Jeroni des del monestir (1 h 30 min) o fer la Transmontserratina (de Can Maçana al monestir) en 7 hores. També es pot fer el GR172 (sender de gran recorregut), que travessa Montserrat per la cara nord.

## Accessos i transports
Es pot accedir al monestir per carretera des de Monistrol de Montserrat, Sant Salvador de Guardiola i el Bruc. També hi pugen des de Monistrol un telefèric (l'Aeri de Montserrat) i un tren cremallera pertanyent als Ferrocarrils de la Generalitat de Catalunya. A aquesta empresa pública de transports pertanyen, també, els dos funiculars que surten des del monestir cap a la Santa Cova i cap a Sant Joan. La muntanya també és travessada per diversos senders de gran recorregut i per altres de secundaris.

## Galeria

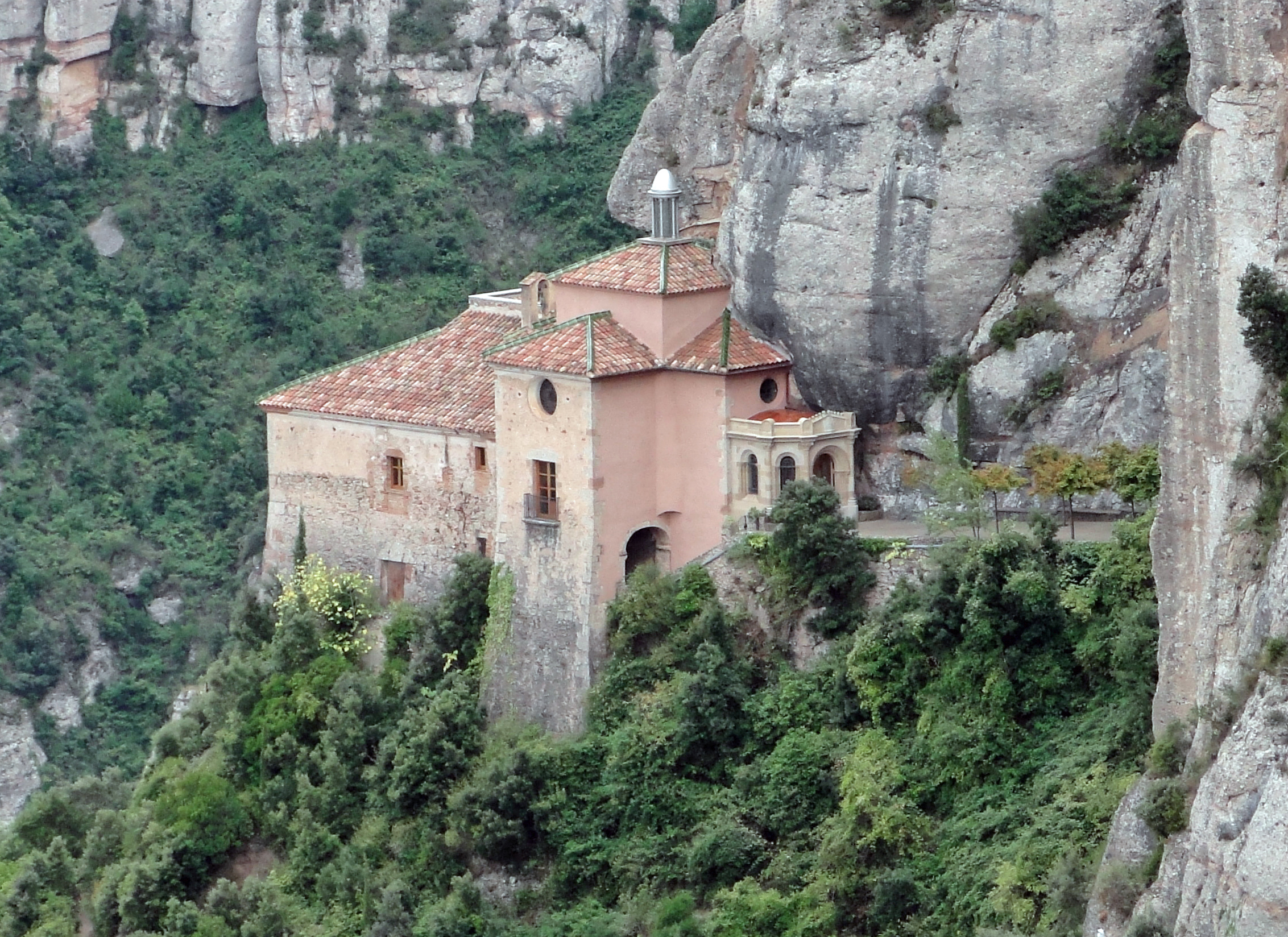
Santa Cova de Montserrat
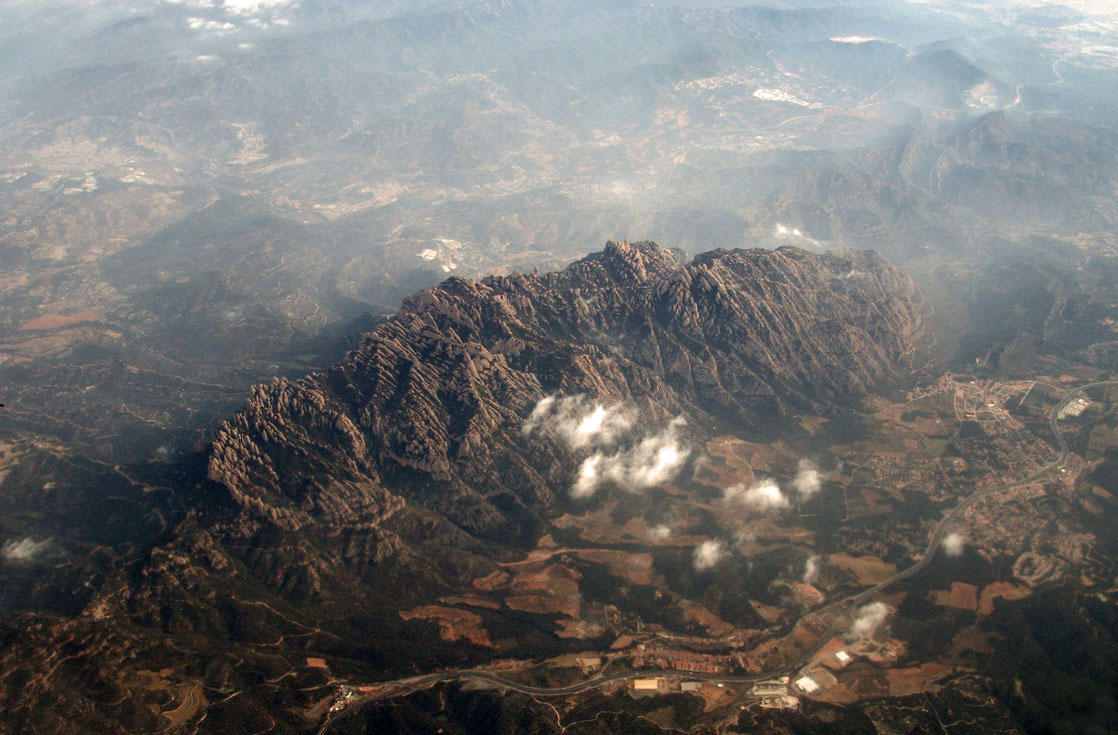
Vista aèria de Montserrat
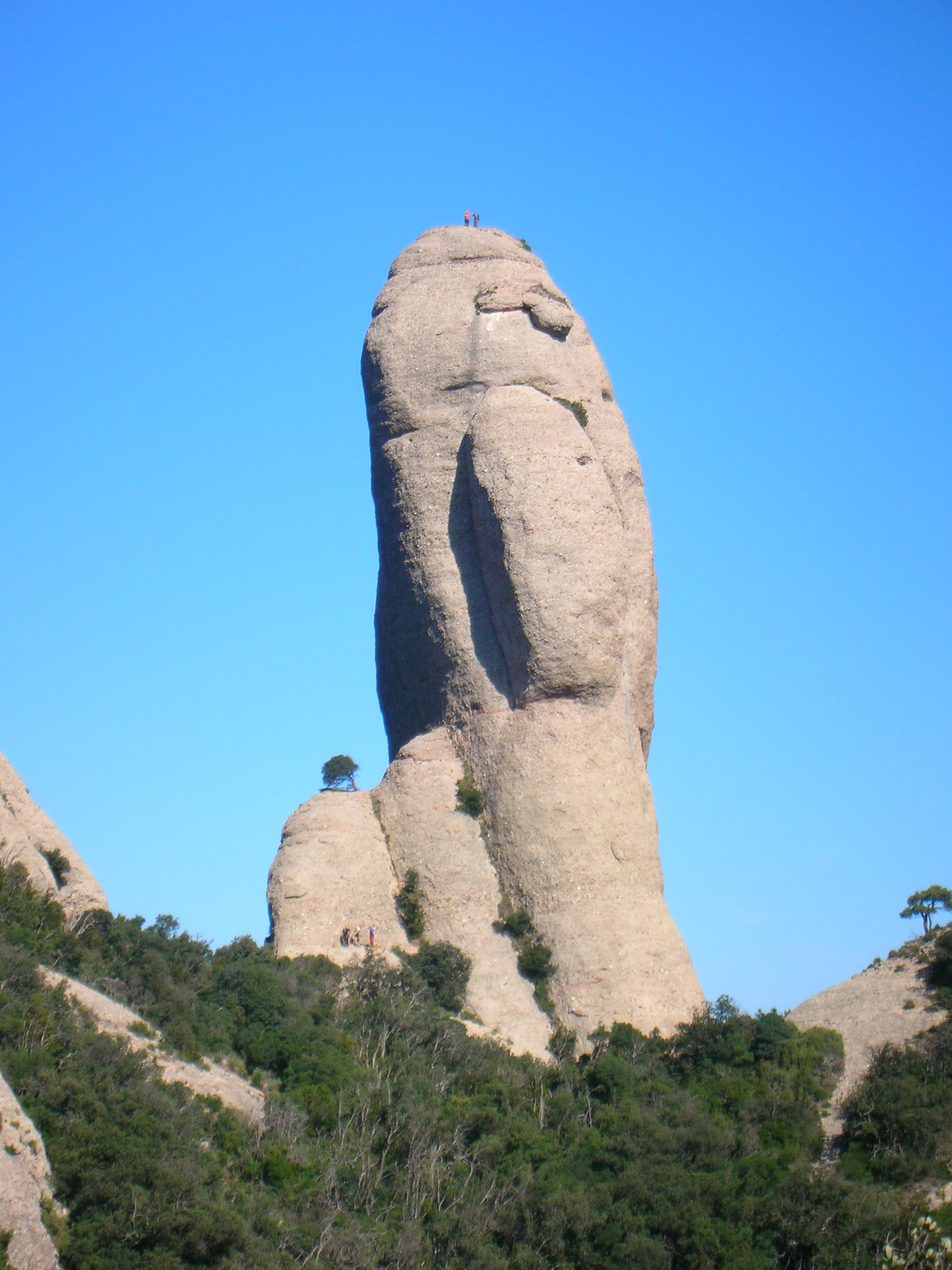
El Cavall Bernat
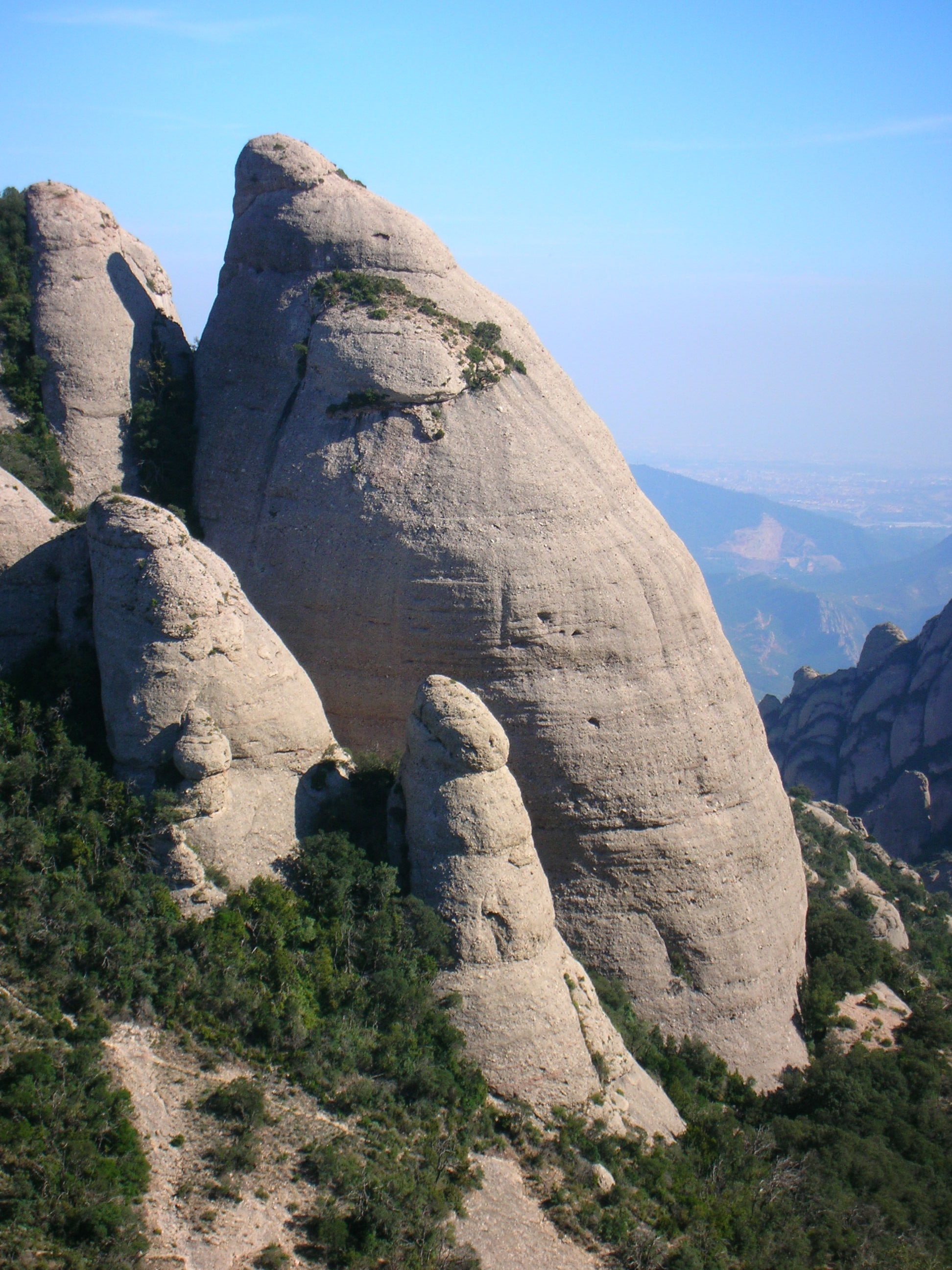
La Panxa del Bisbe
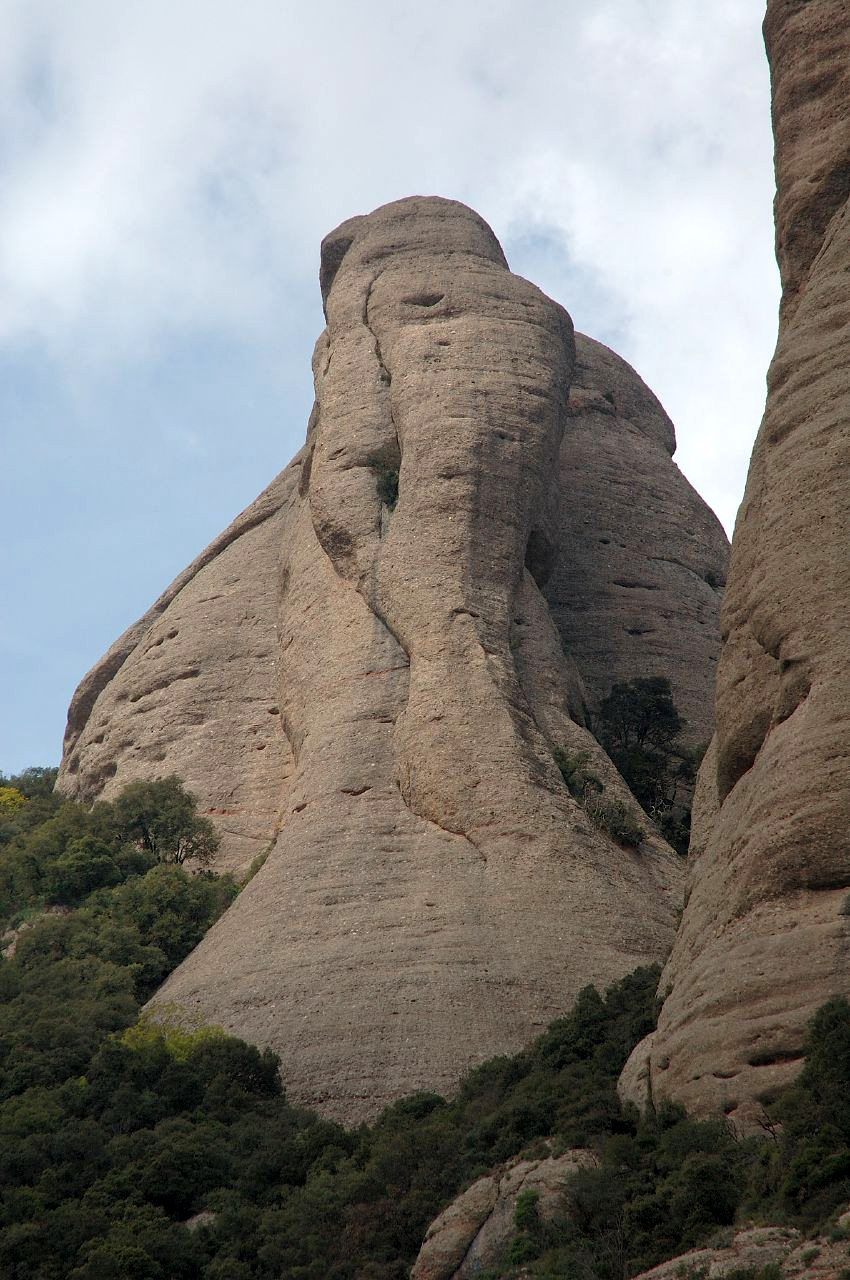
L'Elefant
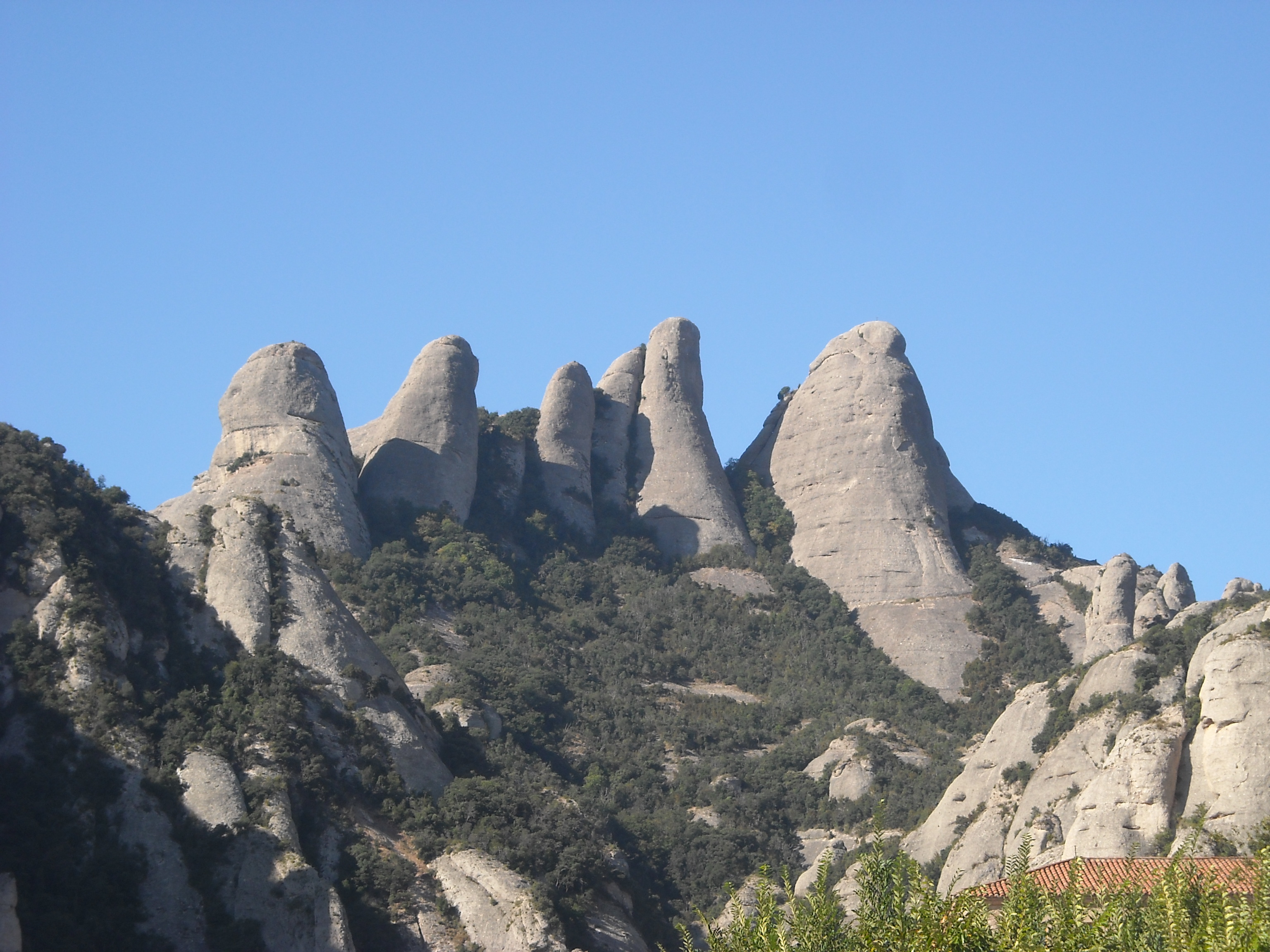
El Mariner, les Magdalenes i la Gorra Frígia